# Thug Life: 2620 Albertslund
|  | Denne artikel er oprettet af botten Steenthbot ud fra en ekstern database. Den kan derfor have sproglige fejl eller mangler. Denne skabelon kan fjernes efter kontrol af indholdet. |

Thug Life: 2620 Albertslund er en dansk dokumentarfilm fra 2005 instrueret af Niels Buchholzer.

## Handling
Filmen om Binyamin, Bünyamin, Metin, Güner og erhan - alle kurdiske unge fra Albertslund. Om at være ung med en anden etnisk baggrund i dagens Danmark. Vi følger de fem unges hverdag med ungdomsklubben Klub Frihjulet som omdrejningspunkt, med pædagogen Mehmet i spidsen. Filmen giver et ærligt portræt og afmystificerer en gruppe unge, som kun få har reel indsigt i. Vi er med hjemme, på weekendtur, i skolen, med vennerne på gaden og på en tur til Konya, hvor de unges familier kommer fra.